# Ратмирово (Ярославская область)
Ратмирово — село в Тутаевском районе Ярославской области России. В рамках организации местного самоуправления входит в Левобережное сельское поселение, в рамках административно-территориального устройства — в Родионовский сельский округ.

## География
Расположена в 7 километрах к востоку от райцентра города Тутаева.

## История
Каменный храм в селе Ратмирово построен на средства дворянина Дедюлина Ивана Васильевича, в 1776 году на месте утраченных деревянных церквей XVII века. В 1880 году отделения церкви — трапеза и бывшая холодная церковь, соединены в один теплый храм. В храме было два престола: бывший летний — во имя Всемилостивого Нерукотворенного Образа, а трапезный — во имя св. и чуд. Николая. 
В конце XIX — начале XX село входило в состав Богородской волости Романово-Борисоглебского уезда Ярославской губернии.
С 1929 года село входило в состав Родионовского сельсовета Тутаевского района, с 2005 года — в составе Левобережного сельского поселения.

## Население
| 1859 | 2002 | 2007 | 2010 |
| ---- | ---- | ---- | ---- |
| 135  | ↘15  | ↘12  | ↘9   |

## Достопримечательности
В селе расположена действующая Церковь Спаса Нерукотворного Образа (1776).